# Mario Šoštarić
Mario Šoštarić (Slovenj Gradec, Slovenija, 25. studenoga 1992.) - hrvatski i slovenski rukometaš 
Njegovi roditelji su iz okolice Slunja. Preselili su se u Sloveniju, gdje se rodio i proveo veći dio života.

## Klupska karijera
Ljevoruki je rukometaš koji igra na poziciji desnog krila. Bio je član slovenskog RK Gorenje Velenje od 2009. do 2011. godine. Zatim je dvije godine, između 2011. i 2013., proveo u RK Maribor Branik. U sezoni 2011.-'12 igrao je u Challenge Cupu, gdje je stigao do četvrtfinala i postigao je 32 gola. Igrao je u Kupu EHF-a u sezoni 2012.-'13, gdje je zabio 22 gola u sedam utakmica.
2013. godine vraća se u Velenje i ostaje sljedeće tri sezone. Sve tri sezone bili su drugoplasirani u slovenskom prvenstvu, odmah iza prvih Celjana. U sezoni 2013.-'14. igrao je Ligu prvaka te postigao 55 golova. Najviše golova u jednom susretu uspio je postići 27. studenog 2013. na gostovanju kod švedskog Halmstadta, kada je postigao deset golova za pobjedu 40-32 i bio igrač utakmice. U posljednjoj sezoni u Gorenju, 2015.-'16, bio je najbolji strijelac slovenskog prvenstva. U ukupno 34 susreta zabio je 189 golova.
2016. godine otišao je u Pick Szeged u Mađarsku.

## Reprezentativna karijera
Igrao je za slovensku rukometnu reprezentaciju od 2012. do 2020. godine. Počeo je igrati za hrvatsku rukometnu reprezentaciju od 2023. godine. Nastupio je na Europskom prvenstvu u rukometu u Njemačkoj 2024.
Bio je član hrvatske reprezentacije koja je osvojila srebro na Svjetskom prvenstvu u Hrvatskoj, Danskoj i Norveškoj 2025.